# Josef Neckermann
Josef Neckermann, född den 5 juni 1912 i Würzburg i Tyskland, död 13 januari 1992 i Dreieich i Tyskland, var en tysk och därefter västtysk ryttare.
Han tog OS-silver i lagtävlingen i dressyr i samband med de olympiska ridsporttävlingarna 1972 i München.